# Елеонора Крюгер
Елеонора Албертова Крюгер (Нора) е жена която е живяла в Габарево, Община Павел баня. Според някои спекулации, тя е Анастасия Николаевна, дъщеря на руския император Николай II.
В общината се записва като Елеонора Албертова Крюгер, 24-годишна, родена през 1901 в Петербург. Дъщеря е на Алберт и Мария Крюгер. В графата народност думата „рускиня“ е поправена на „полякиня“. На 26 септември 1924 г. се венчава за Пьотр Александрович Алексеев. В църковната книга е записано, че той е 40-годишен, ерген, тя – 25-годишна, вдовица. Старите хора от Габарево още си спомнят за загадъчните руснаци, които се установяват там около 1922-1923 г. По това време, незнайно откъде, пристига млада жена с аристократична осанка, представяща се като графиня Елеонора Албертова Крюгер, наричана от всички Нора. Тя заживява заедно с появилия се месец преди това руски лекар, за когото впоследствие се омъжва. Бракът им обаче е фиктивен, а взаимоотношенията им са като между господарка и слуга – твърдят техните съвременници. Близо година по-късно в дома им се настанява висок, болнав младеж, вписан в общината като Георги Жудин, известен повече като Жорж. Покрай тях в Габарево се установяват и други руснаци. Общото между всички е, че никога не споменават за миналото си, за своя произход или защо са тук. Жорж не общува с никого, движи се сам по улиците, облечен в прилепнала плътно до тялото военна куртка. Умира през 1930 година. Хората говорят, че Нора и Жорж са брат и сестра и са от царско коляно. Младата жена има изискани маниери, владее няколко езика, свири на пиано, бродира бяла и цветна руска бродерия. Чете много и пуши непрекъснато. Употребява опиум. На границата между шията и дясната буза има белег от огнестрелна рана. Ранявана е и в гърдите. Умира на 20.7.1954 г. на 55 години, отнасяйки своята тайна със себе си. Погребана е в старите селски гробища от лявата страна на Жорж. „Много от данните, които са известни за живота на Анастасия, съвпадат с живота на Нора в Габарево“ – казва за Радио България следователят Благой Емануилов и добавя:
„Към края на живота си тя самата споменава, че била къпана в златно корито, ресана и обличана от слуги. Говори за собствена царска стая и за рисунки, които е рисувала в нея. Има и други улики. В началото на 50-те години, в българския черноморски град Балчик, руснак белогвардеец, описващ подробно живота на разстреляното царско семейство, говори за Нора и Жорж от Габарево. Пред свидетели той разкрива, че Николай II лично му е възложил да изведе двете деца Анастасия и Алексей от двореца и да ги скрие в провинцията. След много премеждия те се качват на кораб в град Одеса, където във всеобщата суматоха Анастасия е ранена с огнестрелно оръжие от червената кавалерия. Слизат на турското пристанище Тегердаг. Белогвардеецът твърди, че по-късно съдбата отвежда царските деца в едно село край гр. Казанлък. В края на 50-те години друг руснак, установил се в гр. Чирпан, говори пред свидетели, че в Габарево ще дойдат хора от Русия, за да се поклонят на важни за страната им гробове. Руснакът обаче умира скоропостижно, без да ги назове. Сравнявайки снимката на 17-годишната Анастасия Романова с тази на 35-годишната Елеонора Крюгер от Габарево, специалистите установяват съществени прилики. Има съвпадение и в рождените им години. Съвременниците на Жорж твърдят, че бил болен от туберкулоза. Описват го като висок, слаб и жълт като стъкло. По същия начин руските автори описват и принц Алексей, който боледувал от хемофилия. Според лекарите обаче признаците на двете болести съвпадат.“